# Spergularia aberrans
Spergularia aberrans är en nejlikväxtart som beskrevs av Ivan Murray Johnston. Spergularia aberrans ingår i släktet rödnarvar, och familjen nejlikväxter. Inga underarter finns listade i Catalogue of Life.